# Wenzel Björkhagen

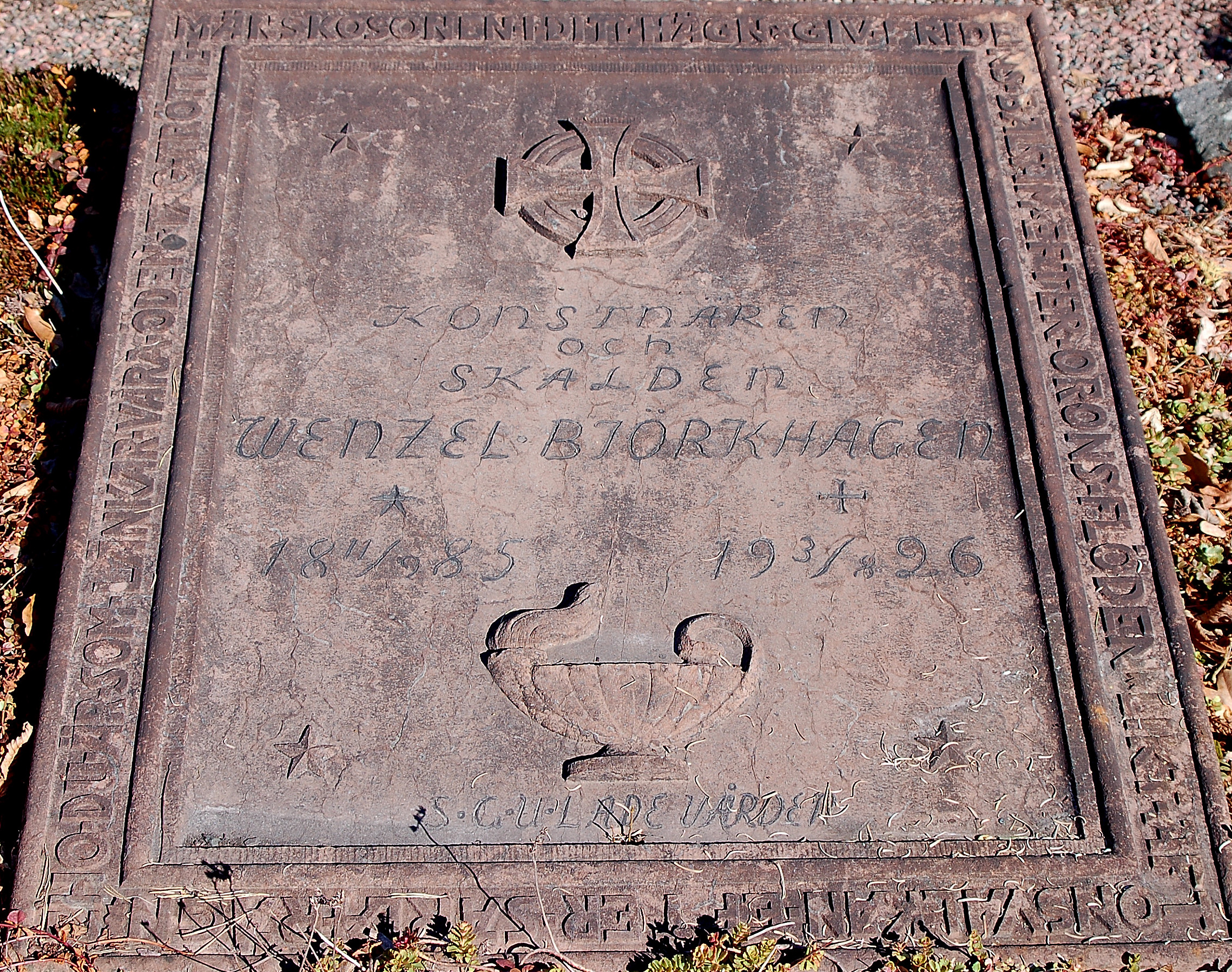
Wenzel Björkhageng gravvård på Hammarö gravplats

Carl Wenzel Olsson Björkhagen, född 11 september 1885 i Karlstad, död 3 augusti 1926 i Hammarö, var en svensk journalist, skald, konstnär och folkbildare.

## Biografi
Föräldrar var portvakten Karl Olsson och Anna Andersson. Efter studentexamen i Karlstad 1906 utbildade han sig till teckningslärare, men kom att bli journalist. Han medarbetade i Värmlands Dagblad 1906–1907, var redaktör för Unga tankar 1910–1920 och kulturredaktör i Karlstads-Tidningen 1913–1925. Där skrev han ibland under signaturen Nilsch Utter. 
Björkhagen studerade 1907-1913 vid Tekniska skolan och Högre konstindustriella skolan. Han hade en separatutställning i Arvika 1911 och deltog i Värmlands konstnärsförbunds premiärutställning i Karlstad 1919. Han var representerad vid Karlstads industri- och hantverksutställning 1927. Hans fritidsmåleri bestod av landskap i Otto Hesselboms anda. Han skissade fram underlag till takmålningar för Sockenstugan på Hammarö (gamla kommunhuset) som sedan utfördes av Oscar Jonsson och tog initiativ till bildandet av Värmländska konstnärsförbundet 1919 och Värmlands Hembygdsförbund, som bildades 1921. 
Han avled 1926 till följd av en olycka med en skenande häst. 

### Eftermäle
På Hammarö Hembygdsförening finns ett minnesrum tillägnat Wenzel Björkhagen. En byst av honom, utförd av Sixten Nilsson, finns på Värmlands museum. Björkhagen finns representerad på bland annat Värmlands museum.